# Neurigona torrida
Neurigona torrida är en tvåvingeart som beskrevs av Harmston 1951. Neurigona torrida ingår i släktet Neurigona och familjen styltflugor.
Artens utbredningsområde är Kalifornien. Inga underarter finns listade i Catalogue of Life.